# City of The Dalles
City of The Dalles é uma cidade localizada no estado norte-americano de Oregon, no Condado de Wasco.

## Demografia
Segundo o censo norte-americano de 2000, a sua população era de 12 156 habitantes.
Em 2006, foi estimada uma população de 11 926, um decréscimo de 230 (-1.9%).

## Geografia
De acordo com o United States Census Bureau tem uma área de 14,4 km², dos quais 13,6 km² cobertos por terra e 0,8 km² cobertos por água.

## Localidades na vizinhança
O diagrama seguinte representa as localidades num raio de 20 km ao redor de City of The Dalles.